# Premio O. Henry

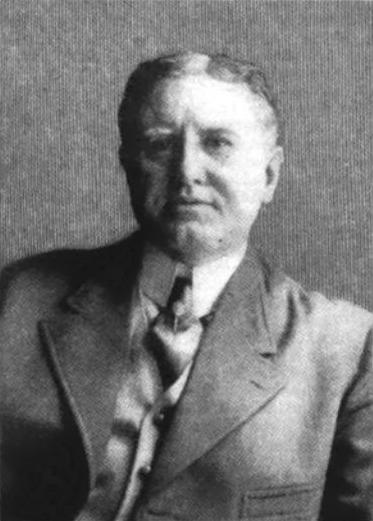
O. Henry, ovvero William Sydney Porter, nel 1910.

Il premio O. Henry è un premio letterario che viene assegnato ogni anno negli Stati Uniti ad un racconto di particolare valore. Il premio prende il nome dal maestro statunitense del genere O. Henry. È stato assegnato per la prima volta nel 1919.
La The O. Henry Prize Stories ( I migliori racconti del premio O. Henry) è una raccolta dei venti migliori racconti in lingua inglese pubblicati nel corso dell'anno negli Stati Uniti ed in Canada, che esce con cadenza annuale.
A partire dal 2003 ogni numero della The O. Henry Prize Stories è dedicato ad uno scrittore che ha dato un importante contributo allo sviluppo dell'arte del racconto. Nel 2003 è stato dedicato a Mavis Gallant, una scrittrice canadese che vive a Parigi in Francia.

## Collaborazione con il PEN American Center
Nel 2009 Anchor Books, editore delle O. Henry Prize Stories, ha annunciato che, per evidenziare l'accordo di collaborazione con il PEN American Center, avrebbe ribattezzato la serie delle O. Henry Prize Stories con il nome di PEN/O. Henry Prize Stories. La prima selezione includeva racconti di Graham Joyce, Kristen Sundberg Lunstrum, E. V. Slate, John Burnside, Mohan Sikka, L. E. Miller, Alistair Morgan, Roger Nash, Manuel Muñoz, Caitlin Horrocks, Ha Jin, Paul Theroux, Judy Troy, Nadine Gordimer, Viet Dinh, Karen Brown, Marisa Silver, Paul Yoon, Andrew Sean Greer, Junot Díaz, A.S. Byatt, Tim O'Brien ed Anthony Doerr.

## Albo dei vincitori del premio
Non esistono più degli effettivi "vincitori del primo premio", ma solo dei "preferiti dalla giuria". Per avere maggiori informazioni e per una lista completa dei vincitori si può consultare il sito di O. Henry Prize Stories.
| 2020 | - Non assegnato |
| 2019 | - Weike Wang: "Omakase" pubblicato su The New Yorker - Rachel Kondo: "Girl of Few Seasons" pubblicato su Ploughshares Solos - Tessa Hadley: "Funny Little Snake" pubblicato su The New Yorker                                                                                        |
| 2018 | - Jo Ann Beard: "The Tomb of Wrestling" pubblicato su Tin House - Marjorie Celona: "Counterblast" pubblicato su The Southern Review |
| 2017 | - Michelle Huneven: "Too Good to Be True" pubblicato su Harper's - Amit Majmudar: "Secret Lives of the Detainees" pubblicato su The Kenyon Review - Fiona McFarlane: "Buttony" pubblicato su The New Yorker                                                                          |
| 2016 | - Asako Serizawa: "Train to Harbin" pubblicato su The Hudson Review - Frederic Tuten: "Winter, 1965" pubblicato su Bomb - Elizabeth Genovise: "Irises" pubblicato su Cimarron Review                                                                                                 |
| 2015 | - Dina Nayeri: "A Ride Out of Phrao" pubblicato su The Alaska Quarterly Review - Elizabeth McCracken: "Birdsong from the Radio" pubblicato su Zoetrope: All-Story - Christopher Merkner: "Cabins" pubblicato su Subtropics                                                           |
| 2014 | - Mark Haddon: "The Gun" pubblicato su Granta - Kristen Iskandrian: "The Inheritors" pubblicato su Tin House - Laura van den Berg: "Opa-locka" pubblicato su The Southern Review |
| 2013 | - Deborah Eisenberg: "Your Duck Is My Duck" pubblicato su Fence - Kelly Link: "The Summer People" pubblicato su Tin House - Andrea Barrett: "The Particles" pubblicato su Tin House                                                                                                  |
| 2012 | - Yiyun Li: "Kindness" pubblicato su A Public Space - Alice Munro: "Corrie" pubblicato su The New Yorker |
| 2011 | - Lynn Freed: "Sunshine" pubblicato su Narrative Magazine - Matthew Neill Null: "Something You Can't Live Without" pubblicato su Oxford American - Jim Shepard: "Your Fate Hurtles Down at You" pubblicato su Electric Literature                                                    |
| 2010 | - Daniyal Mueenuddin: "A Spoiled Man" pubblicato su The New Yorker, 15 settembre 2008 - James Lasdun: "Oh, Death" pubblicato su The Paris Review, primavera 2009 - William Trevor: "The Woman of the House" pubblicato su The New Yorker, 15 dicembre 2008                           |
| 2009 | - Graham Joyce: "An Ordinary Soldier of the Queen" pubblicato su The Paris Review - Junot Díaz: "Wildwood" pubblicato su The New Yorker |
| 2008 | - Alexi Zentner: "Touch" pubblicato su Tin House - Alice Munro: "What Do You Want To Know For?" pubblicato su The American Scholar - William Trevor: "Folie a Deux" pubblicato su The New Yorker                                                                                     |
| 2007 | - Eddie Chuculate: "Galveston Bay, 1826" pubblicato su Manoa, Vol 16., N. 2, inverno 2004 - William Trevor: "The Room" pubblicato su The New Yorker, 16 maggio 2005 |
| 2006 | - Edward P. Jones: "Old Boys, Old Girls" pubblicato su The New Yorker, 3 maggio 2004 - Deborah Eisenberg: "Window" pubblicato su Tin House, N. 19, Primavera 2004 - Alice Munro: "Passion" pubblicato su The New Yorker, 22 marzo 2004                                               |
| 2005 | - Ruth Prawer Jhabvala: "Refuge in London" pubblicato su Zoetrope, Vol. 7, N. 4, inverno 2003 - Sherman Alexie: "What You Pawn I Will Redeem" pubblicato su The New Yorker, 21 aprile 2003 - Elizabeth Stuckey-French: "Mudlavia" pubblicato su The Atlantic Monthly, settembre 2003 |
| 2004 | - Il premio non è stato assegnato |
| 2003 | - Denis Johnson: "Train Dreams" pubblicato su The Paris Review, Estate 2002 - A. S. Byatt: "The Thing in the Forest" pubblicato su The New Yorker, giugno 3, 2002 |
| 2002 | - Kevin Brockmeier: "The Ceiling” pubblicato su McSweeney's, N. 7 |
| 2001 | - Mary Swan: "The Deep” pubblicato su The Malahat Review, N. 131 |
| 2000 | - John Edgar Wideman: "Weight” pubblicato su The Callaloo Journal, Vol. 22, N. 3 |
| 1999 | - Peter Baida: "A Nurse's Story” pubblicato su The Gettysburg Review, Vol. 13, N. 3 |
| 1998 | - Lorrie Moore: "People Like That Are the Only People Here” pubblicato su The New Yorker, 27 gennaio 1997 |
| 1997 | - Mary Gordon: "City Life” pubblicato su Ploughshares, Vol. 22, N. 1 |
| 1996 | - Stephen King: "The Man in the Black Suit” pubblicato su The New Yorker, 31 ottobre 1994 |
| 1995 | - Cornelia Nixon: "The Women Come and Go” pubblicato su New England Review, primavera 1994 |
| 1994 | - Alison Baker: "Better Be Ready 'Bout Half Past Eight” pubblicato su The Atlantic Monthly, gennaio 1993 |
| 1993 | - Thom Jones: "The Pugilist at Rest” pubblicato su The New Yorker, 2 dicembre 1991 |
| 1992 | - Cynthia Ozick: "Puttermesser Paired” pubblicato su The New Yorker, 8 ottobre 1990 |
| 1991 | - John Updike: "A Sandstone Farmhouse” pubblicato su The New Yorker, 11 giugno 1990 |
| 1990 | - Leo E. Litwak: "The Eleventh Edition” pubblicato su TriQuarterly, N. 74, Inverno 1989 |
| 1989 | - Ernest J. Finney: "Peacocks” pubblicato su The Sewanee Review, Inverno 1988 |
| 1988 | - Raymond Carver: "Errand” pubblicato su The New Yorker, 1º giugno 1987 |
| 1987 | - Louise Erdrich: "Fleur” pubblicato su Esquire, agosto 1986 - Joyce Johnson: "The Children's Wing” pubblicato su Harper's Magazine, luglio 1986 |
| 1986 | - Alice Walker: "Kindred Spirits” pubblicato su Esquire, agosto 1985 |
| 1985 | - Stuart Dybek: "Hot Ice” pubblicato su Antaeus - Jane Smiley: "Lily” pubblicato su The Atlantic Monthly |
| 1984 | - Cynthia Ozick: "Rosa” pubblicato su The New Yorker, 21 marzo 1983 - Gordon Lish: "For Jerome--with Love and Kisses" pubblicato su "The Antioch Review", Estate 1983, 1984 |
| 1983 | - Raymond Carver: "A Small, Good Thing” pubblicato su Ploughshares, Vol. 8, Numeri 2 & 3 |
| 1982 | - Susan Kenney: "Facing Front” pubblicato su Epoch, Inverno 1980 |
| 1981 | - Cynthia Ozick: "The Shawl” pubblicato su The New Yorker, 26 maggio 1980 |
| 1980 | - Saul Bellow: "A Silver Dish” pubblicato su The New Yorker, 25 settembre 1978 |
| 1979 | - Gordon Weaver: "Getting Serious” pubblicato su The Sewanee Review, Autunno 1977 - Anne Leaton: "The Passion of Marco Z" pubblicato su The Transatlantic Review, 55/56 |
| 1978 | - Woody Allen: "The Kugelmass Episode” pubblicato su The New Yorker, 2 maggio 1977 |
| 1977 | - Shirley Hazzard: "A Long Story Short” pubblicato su The New Yorker, 26 luglio 1976 - Ella Leffland: "Last Courtesies” pubblicato su Harper's Magazine, luglio 1976 |
| 1976 | - Harold Brodkey: "His Son in His Arms, in Light, Aloft” pubblicato su Esquire, agosto 1975 |
| 1975 | - Harold Brodkey: "A Story in an Almost Classical Mode” pubblicato su The New Yorker, 17 settembre 1973 - Cynthia Ozick: "Usurpation (Other People's Stories)” pubblicato su Esquire, maggio 1974                                                                                    |
| 1974 | - Renata Adler: "Brownstone” pubblicato su The New Yorker, 27 gennaio 1973 |
| 1973 | - Joyce Carol Oates: "The Dead” pubblicato su McCall's, luglio 1971 |
| 1972 | - John Batki: "Strange-Dreaming Charlie, Cow-Eyed Charlie” pubblicato su The New Yorker, 20 marzo 1971 |
| 1971 | - Florence M Hecht: "Twin Bed Bridge” pubblicato su The Atlantic Monthly, maggio 1970 |
| 1970 | - Robert Hemenway: "The Girl Who Sang with the Beatles” pubblicato su The New Yorker, 11 gennaio 1969 - Nancy Willard: "Theo's Girl” pubblicato su The Massachusetts Review, Inverno 1969                                                                                            |
| 1969 | - Bernard Malamud: "Man in the Drawer” pubblicato su The Atlantic Monthly, aprile 1968 |
| 1968 | - Eudora Welty: "The Demonstrators” pubblicato su The New Yorker, 26 novembre 1966 |
| 1967 | - Joyce Carol Oates: "In the Region of Ice” pubblicato su The Atlantic Monthly, agosto 1966 |
| 1966 | - John Updike: "The Bulgarian Poetess” pubblicato su The New Yorker, 13 marzo 1965 |
| 1965 | - Flannery O'Connor: "Revelation” pubblicato su The Sewanee Review, Primavera 1964 |
| 1964 | - John Cheever: "The Embarkment for Cythera” pubblicato su The New Yorker, 3 novembre 1962 |
| 1963 | - Flannery O'Connor: "Everything That Rises Must Converge” pubblicato su New World Writing |
| 1962 | - Katherine Anne Porter: "Holiday” pubblicato su The Atlantic Monthly, dicembre 1960 |
| 1961 | - Tillie Olsen: "Tell Me a Riddle” pubblicato su New World Writing, N. 16 |
| 1960 | - Lawrence Sargent Hall: "The Ledge” pubblicato su The Hudson Review, Inverno 1958-59 |
| 1959 | - Peter Taylor: "Venus, Cupid, Folly and Time” pubblicato su The Kenyon Review |
| 1958 | - Martha Gellhorn: "In Sickness as in Health” pubblicato suThe Atlantic Monthly |
| 1957 | - Flannery O'Connor: "Greenleaf” pubblicato su The Kenyon Review |
| 1956 | - John Cheever: "The Country Husband” pubblicato su The New Yorker |
| 1955 | - Jean Stafford: "In the Zoo” pubblicato su The New Yorker |
| 1954 | - Thomas Mabry: "The Indian Feather” pubblicato su The Sewanee Review |
| 1951 | - Harris Downey: "The Hunters” pubblicato su Epoch |
| 1950 | - Wallace Stegner: "The Blue-Winged Teal” pubblicato su Harper's Magazine |
| 1949 | - William Faulkner: "A Courtship” pubblicato su The Sewanee Review |
| 1948 | - Truman Capote: "Shut a Final Door” pubblicato su The Atlantic Monthly |
| 1947 | - John Bell Clayton: "The White Circle” pubblicato su Harper's Magazine |
| 1946 | - John Mayo Goss: "Bird Song” pubblicato su The Atlantic Monthly |
| 1945 | - Walter Van Tilburg Clark: "The Wind and the Snow of Winter” pubblicato su The Yale Review |
| 1944 | - Irwin Shaw: "Walking Wounded” pubblicato su The New Yorker |
| 1943 | - Eudora Welty: "Livvie is Back” pubblicato su The Atlantic Monthly |
| 1942 | - Eudora Welty: "The Wide Net” pubblicato su Harper's Magazine |
| 1941 | - Kay Boyle: "Defeat” pubblicato su The New Yorker |
| 1940 | - Stephen Vincent Benét: "Freedom's a Hard-Bought Thing” pubblicato su The Saturday Evening Post |
| 1939 | - William Faulkner: "Barn Burning” pubblicato su Harper's Magazine |
| 1938 | - Albert Maltz: "The Happiest Man on Earth” pubblicato su Harper's Magazine |
| 1937 | - Stephen Vincent Benét: "The Devil and Daniel Webster” pubblicato su The Saturday Evening Post |
| 1936 | - James Gould Cozzens: "Total Stranger” pubblicato su The Saturday Evening Post, 15 febbraio 1936 |
| 1935 | - Kay Boyle: "The White Horses of Vienna” pubblicato su Harper's Magazine |
| 1934 | - Louis Paul: "No More Trouble for Jedwick” pubblicato su Esquire |
| 1933 | - Marjorie Kinnan Rawlings: "Gal Young Un” pubblicato su Harper's Magazine, giugno & Luglio 1932 |
| 1932 | - Stephen Vincent Benét: "An End to Dreams” pubblicato su Pictorial Review, febbraio 1932 |
| 1931 | - Wilbur Daniel Steele: "Can't Cross Jordan by Myself” pubblicato su Pictorial Review |
| 1930 | - W.R. Burnett: "Dressing-Up” pubblicato su Harper's Magazine, November 1929 - William H. John: "Neither Jew nor Greek” pubblicato su Century Magazine, agosto 1929 |
| 1929 | - Dorothy Parker: "Big Blonde” pubblicato su Bookman Magazine, febbraio 1929 |
| 1928 | - Walter Duranty: "The Parrot” pubblicato su Redbook, marzo 1928 |
| 1927 | - Roarke Bradford: "Child of God” pubblicato su Harper's Magazine, aprile 1927 |
| 1926 | - Wilbur Daniel Steele: "Bubbles” pubblicato su Harper's Magazine |
| 1925 | - Julian Street: "Mr. Bisbee's Princess” pubblicato su Redbook, maggio 1925 |
| 1924 | - Inez Haynes Irwin: "The Spring Flight” pubblicato su McCall's, giugno 1924 |
| 1923 | - Edgar Valentine Smith: "Prelude” pubblicato su Harper's Magazine, maggio 1923 |
| 1922 | - Irvin S. Cobb: "Snake Doctor” pubblicato su Cosmopolitan, novembre 1922 |
| 1921 | - Edison Marshall: "The Heart of Little Shikara” pubblicato su Everybody's Magazine, gennaio 1921 |
| 1920 | - Maxwell Struthers Burt: "Each in His Generation” pubblicato su Scribner's Magazine, luglio 1920 |
| 1919 | - Margaret Prescott Montague: "England to America” pubblicato su The Atlantic Monthly, settembre 1918 |